# Mercedes-Benz EQS SUV
Mercedes-Benz X296 (eller Mercedes-Benz EQS SUV) är en elbil som den tyska biltillverkaren Mercedes-Benz introducerade i april 2022.
SUV-versionen av Mercedes-Benz EQS blir sjusitsig och har en max tillåten släpvagnsvikt på 1 800 kg.
Versioner:
| Modell        | Årsmodell | Motor                | Effekt | Vridmoment | Batterikapacitet             |
| ------------- | --------- | -------------------- | ------ | ---------- | ---------------------------- |
| EQS450+       | 2022-     | 1 st asynkronmotor   | 360 hk | 568 Nm     | 91 kWh litiumjonackumulator  |
| EQS450 4Matic | 2022-     | 2 st asynkronmotor   | 360 hk | 800 Nm     | 108 kWh litiumjonackumulator |
| EQS580 4Matic | 2022-     | 2 st asynkronmotorer | 544 hk | 858 Nm     | 108 kWh litiumjonackumulator |